# Typhus (Tschechow)

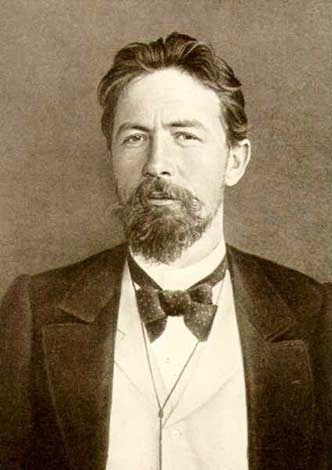
Anton Tschechow

Typhus (russisch Тиф, Tif) ist eine Kurzgeschichte des russischen Schriftstellers Anton Tschechow, die am 23. März 1887 in der Tageszeitung Peterburgskaja gaseta erschien. Zu Lebzeiten des Autors wurde der Text ins Bulgarische, Deutsche, Englische, Finnische, Französische, Serbokroatische, Slowakische, Tschechische und Ungarische übersetzt.

## Inhalt
Auf der Bahnfahrt von Petersburg nach Moskau vertritt sich der junge Oberleutnant Klimow während des Unterwegshalts in Spirowo die Beine und trinkt im Bahnhofsrestaurant Wasser. Einer der Mitreisenden, augenscheinlich einer dieser neugierigen Finnen, hat auf der Weiterfahrt auch Langeweile. Er fragt und fragt, bis Klimow erwidert, er sei krank; habe sich erkältet. Zu Hause begrüßt ihn die Tante und seine 17-jährige Schwester Katja. Das Mädchen bereitet sich auf die Lehrerinnenprüfung vor. Klimow sinkt mit hohem Fieber ins Bett. Als er zu sich kommt, kümmert sich ein Arzt um ihn. Dann beugt sich der mit dem Epitrachelion bekleidete Priester Alexander, sonst ein fröhlicher Mann, ernst über ihn. Katja, daneben kniend, betet. Was ist das für ein schwerer Geruch? Klimow will, der Weihrauch soll hinausgeschafft werden.
Als der Oberleutnant aufwacht, fühlt er sich glücklich und möchte lachen. Er will sich bewegen und möchte die Nähe der Menschen suchen, doch er liegt kraftlos da. Die Freude aber hält an. Die Sonne strahlt gegen die Zimmerdecke – ein Wunder! Jener zumeist präsente Arzt bestätigt, Klimow wird wieder gesund werden. Der Oberleutnant verlangt Brot mit Salz und Ölsardinen. Dieser Arzt verbietet das. Klimows Frage nach dem Namen der Krankheit beantwortet die Tante: Flecktyphus. Klimow verlangt nach seiner Schwester.
Obwohl es der Arzt der Tante verboten hat, entgegnet sie, Katja habe sich angesteckt, sei gestorben und vorgestern begraben worden.
Alle Freude ist dahin. Klimow stammelt: „Wie bin ich unglücklich!“

## Adaption
- 15. Dezember 2014, Grimerka Films[2]: Typhus[3] – Kurzfilm (12 min, russisch) Regiearbeit von Sergeia Jeleussisowa im Kurs der AGAKI[4] in Barnaul anno 2012 nach Tschechows Erzählung.

## Rezeption
Nach seinem Erscheinen wurde der Text kontrovers besprochen.
- Dmitri Golizyn[6] lobt in einem Brief vom 23. Dezember 1888 an Tschechow die Erzählung.
- Wladimir Tichonow[7] schätzt in einem Brief vom 8. März 1890 Tschechow als Psychologen und scharfen Beobachter, der auch die psychopathologische Seite einer lebensbedrohlichen Erkrankung darstellen kann.
- Iwan Bunin würdigt den Text des Arztes Anton Tschechow betreffs dessen Tiefe der psychologischen Analyse neben solchen Werken wie Die Feinde und Eine langweilige Geschichte.
- Konstantin Arsenjew hält 1888 im Juliheft des Westnik Jewropy auf S. 271 den Text für schwach.
- K. Goworow (Pseudonym K. I. Medwedskogo)[8] meint 1898 im Heft 8 des Russki Westnik auf S. 286, Zola habe im Gegensatz zu Tschechow das Innenleben eines Schwerkranken treffender beschrieben.
- Wiktor Golzew[9], Redakteur beim Russkaja Mysl, erforscht 1894 im Heft 5 dieser Zeitung auf S. 48 Tschechows Schreibabsicht. Die Auswirkungen einer Krankheit auf die Psyche des Kranken seien Schreibgegenstand.
- W. Albow[10] hebt 1903 im Januarheft von Mir Boschi auf S. 90 Tschechows Darstellung des Animalischen im kranken Menschen hervor.
- In einen Brief an Tschechow vom 8. Mai 1904 zieht Wsewolod Meyerhold in einem Detail eine Parallele zum Kirschgarten.

## Deutschsprachige Ausgaben
Verwendete Ausgabe
- Typhus. S. 402–409 in Gerhard Dick (Hrsg.) und Wolf Düwel (Hrsg.): Anton Tschechow: Das schwedische Zündholz. Kurzgeschichten und frühe Erzählungen. Deutsch von Georg Schwarz. 668 Seiten. Rütten & Loening, Berlin 1965 (1. Aufl.)[11]